# Orosházi tanyák megállóhely
Orosházi tanyák megállóhely egy Békés vármegyei vasúti megállóhely, Orosháza településen, a MÁV üzemeltetésében. A városközponttól közel tíz kilométerre keletre található, közúti elérését egy, a 47-es főútból kiágazó alsóbbrendű, önkormányzati út biztosítja.

## Vasútvonalak
A megállóhelyet az alábbi vasútvonalak érintik:
- Szeged–Kötegyán-vasútvonal

## Kapcsolódó állomások
A megállóhelyhez az alábbi állomások vannak a legközelebb:
- Orosháza vasútállomás (Szeged–Kötegyán-vasútvonal)
- Csorvás vasútállomás (Szeged–Kötegyán-vasútvonal)

## Forgalom
| Járat        | Útvonal | Gyakoriság             |
| ------------ | --- | ---------------------- |
| személyvonat | Szeged – Szeged-Rókus – Hódmezővásárhelyi Népkert – Hódmezővásárhely – Kútvölgy – Székkutas – Orosháza – Orosházi tanyák – Csorvás – Csorvás alsó – Telekgerendás (– Fürjes) – Békéscsaba            | 2 óránként             |
| személyvonat | Szeged – Szeged-Rókus – Algyő – Hódmezővásárhelyi Népkert – Hódmezővásárhely (← Kútvölgy – Székkutas) – Orosháza (← Orosházi tanyák) – Csorvás (← Csorvás alsó) – Telekgerendás – Békéscsaba – Gyula | Vasárnap 1 Szeged felé |